# Mick Gordon
Michael John Gordon (nascido em 9 de julho de 1985) é um compositor, produtor e designer de som australiano, que compõe música principalmente para videogames.
Gordon compôs para vários jogos de tiro em primeira pessoa, incluindo LawBreakers, Wolfenstein: The New Order, Wolfenstein: The Old Blood, Prey, o reboot de 2016 de Doom e sua sequência Doom Eternal, Wolfenstein II: The New Colossus e as temporadas um e dois do jogo de luta de 2013, Killer Instinct.

## Carreira
Gordon começou a trabalhar como designer de som na Pandemic Studios, onde contribuiu com design de som adicional para o jogo Destroy All Humans! 2. Em 2013, ele compôs a trilha sonora da primeira temporada do videogame de luta Killer Instinct, uma reimaginação do título original de 1994. No ano seguinte, Gordon fez a trilha da segunda temporada de Killer Instinct e o FPS de ação e aventura Wolfenstein: The New Order (desenvolvido pela MachineGames). Ele voltou à série Wolfenstein em 2015, para compor a trilha de Wolfenstein: The Old Blood, uma prequela de Wolfenstein: The New Order.
Em 2016, Gordon fez a trilha sonora do FPS de ficção científica, Doom, uma reimaginação do jogo de 1993 desenvolvido pela id Software. Sua trilha para Doom ganhou vários prêmios, incluindo um Prêmio DICE de Melhor Realização em Composição Musical Original, Prêmio SXSW Gaming por Excelência em Trilha Sonora, The Game Awards de Melhor Música/Design de Som e foi nomeado para um prêmio BAFTA Games Award de Melhor Música.  
Em 2017, Gordon concluiu a trilha sonora para o jogo de tiro em primeira pessoa de terror Prey, desenvolvido pela Arkane Studios. Ele também trabalhou ao lado de Martin Stig Andersen para voltar novamente à série Wolfenstein, sonorizando Wolfenstein II: The New Colossus, desenvolvido pela MachineGames. Em 2020, ele completou a trilha sonora de Doom Eternal; enquanto a música do jogo foi mais uma vez bem recebida, as circunstâncias em torno do lançamento da trilha sonora levaram a um desentendimento público entre Gordon e a id Software que resultou no afastamento entre as partes.  
Em 23 de junho de 2020, a banda de rock britânica Bring Me the Horizon anunciou que trabalharia com Gordon em seu próximo lançamento. O vocalista Oliver Sykes discute como ele se apaixonou pela trilha sonora de Doom Eternal durante a quarentena. Sendo fortemente inspirado pelo trabalho de Gordon, a banda decidiu alcançá-lo e oferecer uma colaboração. O trabalho resultante, intitulado " Parasite Eve ", foi lançado em 25 de junho, juntamente com um videoclipe. A colaboração então se expandiu para uma gravação extended play (EP) com o lançamento, Post Human: Survival Horror, lançado em 30 de outubro de 2020.

## Estilo musical e inspiração
De acordo com o site oficial de Mick Gordon, Gordon "utiliza uma ampla gama de design de som musical moderno e técnicas de composição tradicionais para não se restringir a nenhum gênero singular" e que é "inspirado pela conexão entre o público e a experiência". 
O trabalho de Gordon "considera o papel da música como uma tradução do mundo no qual ela existe, ao invés de um simples acompanhamento". 

## Discografia

### Álbuns de trilha sonora
| Título                                                                                  | Data de lançamento     | Rótulo               | Formato              |
| --------------------------------------------------------------------------------------- | ---------------------- | -------------------- | -------------------- |
| A Day in Pompeii                                                                        | 21 de agosto de 2012   | Autoral              | Download digital     |
| Killer Instinct: trilha sonora da primeira temporada + trilha sonora original do arcade | 14 de outubro de 2014  | Corporação Microsoft | CD, download digital |
| Wolfenstein: The New Order                                                              | 19 de maio de 2014     | Bethesda Softworks   | CD, download digital |
| Doom                                                                                    | 28 de setembro de 2016 | Bethesda Softworks   | CD, download digital |
| Wolfenstein II: The New Colossus                                                        | 16 de março de 2018    | Bethesda Softworks   | CD, download digital |
| Doom                                                                                    | 27 de julho de 2018    | Bethesda Softworks   | Vinil                |

### Créditos de produção
| Ano  | Artista              | Álbum                       | Título (s)                                                                                              | Notas              |
| ---- | -------------------- | --------------------------- | --- | ------------------ |
| 2020 | Bring Me the Horizon | Post Human: Survival Horror | "Dear Diary"                                                                                            | Produção adicional |
| 2020 | Bring Me the Horizon | Post Human: Survival Horror | "Parasite Eve"                                                                                          | Produção adicional |
| 2020 | Bring Me the Horizon | Post Human: Survival Horror | "Obey" (com Yungblud)                                                                                   | Produção adicional |
| 2020 | Bring Me the Horizon | Post Human: Survival Horror | "Itch for the Cure (When Will We Be Free?)"                                                             | Produção adicional |
| 2020 | Bring Me the Horizon | Post Human: Survival Horror | "Kingslayer" (apresentando Babymetal)                                                                   | Produção adicional |
| 2020 | Bring Me the Horizon | Post Human: Survival Horror | "One Day The Only Butterflies Left Will Be In Your Chest As You March Towards Your Death" (com Amy Lee) | Produção adicional |

## Trabalhos
| Ano  | Título                                         | Notas | Ref.                |
| ---- | ---------------------------------------------- | --- | ------------------- |
| 2006 | Hot Dog King                                   | Música e design de som |                     |
| 2006 | Destroy All Humans! 2                          | Design de som adicionais                                                                                                  |                     |
| 2007 | Nicktoons: Attack of the Toybots               | — | [ 10 ]              |
| 2008 | El Tigre: The Adventures of Manny Rivera       | — |                     |
| 2009 | Real Racing                                    | — | —                   |
| 2009 | Need for Speed: Shift                          | Co-composição com Stephen Baysted and Mark Morgan                                                                         |                     |
| 2009 | Marvel Super Hero Squad                        | — |                     |
| 2010 | Real Racing 2                                  | Efeitos sonoros de jogo                                                                                                   | —                   |
| 2010 | The Last Airbender                             | — |                     |
| 2010 | Need for Speed: World                          | — |                     |
| 2010 | Marvel Super Hero Squad: The Infinity Gauntlet | — |                     |
| 2011 | Shift 2: Unleashed                             | Composição com: |                     |
| 2011 | Marvel Super Hero Squad: Comic Combat          | — |                     |
| 2011 | Need for Speed: The Run                        | Música adicional | [ 11 ]              |
| 2012 | A Day in Pompeii                               | Diretor de áudio; exibição do Museu Victoria                                                                              |                     |
| 2012 | Battle Group                                   | Designer de som | —                   |
| 2013 | Real Racing 3                                  | Efeitos sonoros de jogo                                                                                                   | —                   |
| 2013 | ShootMania Storm                               | — |                     |
| 2013 | Killer Instinct                                | Primeira Temporada (2013) e Segunda Temporada (2014)                                                                      |                     |
| 2014 | Wolfenstein: The New Order                     | Música adicional por Frederik Thordendal                                                                                  |                     |
| 2015 | Wolfenstein: The Old Blood                     | Música adicional por Michael Tornabene e Casey Edwards                                                                    | [ 12 ]              |
| 2015 | Project CARS                                   | Guitarras com John J. Harvey                                                                                              | —                   |
| 2016 | Doom                                           | Música adicional por Chris Hite, Ben F. Carney e Chad Mossholder                                                          | [ 13 ]              |
| 2017 | Prey                                           | Música adicional composta por Ben Crossbones, Matt Piersall, e Raphaël Colantonio                                         | [ 14 ]              |
| 2017 | LawBreakers                                    | Composição com Jaroslav Beck, Dieselboy, Mark The Beast, Malcolm Kirby Jr. Trilhas "Faust" and “Toska-9” no álbum oficial | [ 15 ]              |
| 2017 | Wolfenstein II: The New Colossus               | Composição com Martin Stig Andersen; música adicional por Frederik Thordendal                                             | [ 16 ]              |
| 2019 | Borderlands 3                                  | Suporte de músicas adicionais Música original do jogo por:                                                                | [carece de fontes?] |
| 2020 | Beautiful Desolation                           | — | [ 17 ]              |
| 2020 | Doom Eternal                                   | Música adicional por Chad Mossholder                                                                                      | [ 18 ]              |
| ASA  | Atomic Heart                                   | | [ 19 ]              |
| ASA  | Routine                                        | Diretor de áudio |                     |

## Prêmios e indicações
| Ano  | Cerimônia                                           | Categoria                                        | Trabalhos                                                                 | Resultado |
| ---- | --------------------------------------------------- | ------------------------------------------------ | ------------------------------------------------------------------------- | --------- |
| 2006 | Associação de Desenvolvedores de Jogos da Austrália | Melhor Áudio                                     | Destroy All Humans! 2                                                     | Venceu    |
| 2012 | Game Audio Network Guild                            | Melhor Áudio, Outro                              | A Day in Pompeii                                                          | Venceu    |
| 2013 | Game Audio Network Guild                            | Melhor trilha interativa                         | Killer Instinct                                                           | Indicado  |
| 2013 | Game Audio Network Guild                            | Melhor Canção Original, Vocal (Pop)              | Killer Instinct ("Touch Me and I'll Break Your Face")                     | Venceu    |
| 2013 | Game Audio Network Guild                            | Melhor Canção Original, Vocal (Pop)              | Killer Instinct ("I'm Back to Rise")                                      | Indicado  |
| 2016 | The Game Awards                                     | Melhor Música / Design de Som                    | Doom                                                                      | Venceu    |
| 2017 | Game Developers Choice Awards                       | Melhor Áudio                                     | Doom                                                                      | Indicado  |
| 2017 | SXSW Gaming Awards                                  | Excelência em Partitura Musical                  | Doom                                                                      | Venceu    |
| 2017 | Prêmios DICE                                        | Conquista notável em composição musical original | Doom                                                                      | Venceu    |
| 2017 | British Academy Games Awards                        | Melhor música                                    | Doom                                                                      | Indicado  |
| 2018 | New York Game Awards                                | Melhor música em um jogo                         | Wolfenstein II: The New Colossus (Compartilhado com Martin Stig Andersen) | Indicado  |
| 2018 | Prêmios DICE                                        | Conquista notável em composição musical original | Wolfenstein II: The New Colossus (Compartilhado com Martin Stig Andersen) | Indicado  |